# Маммиллярия Жонстона
Маммиллярия Жонстона (лат. Mammillaria johnstonii) — кактус из рода Маммиллярия. Вид назван в честь американского ботаника Айвена Мюррэя Джонстона (1898—1960).

## Описание
Стебель серо-зелёный с голубым оттенком, бывает продолговатый, иногда ветвится. Сосочки пирамидальные четырёхгранные. Их вершины овальные, неопушённые. На изломе стебля из сосочков выделяется млечный сок. Аксиллы с волосками, немного опушены.
Центральных колючек две, они красноватые, с возрастом становятся чёрными. Радиальных — 10-16, они коричневатые, с белыми кончиками.
Цветки розовые с коричневой центральной линией на лепестках, до 2 см в диаметре.

## Распространение
Эндемик мексиканского штата Сонора.